# 天鹿
天鹿是传说中的一种生物，也叫天禄，为有一角的鹿。古代以为祥瑞的徵象。

## 记载
- 《宋书·符瑞志下》：“天鹿者，纯灵之兽也。无色光耀洞明，王者德备则至。”
- 《艺文类聚》九十九引《瑞应图》：“天鹿者，纯善之兽也，道备则白鹿见，王者明惠及下则见。”北周庾信《庾子山集》一春赋：“艳锦安天鹿，新绫织凤凰。”